# Orleane, Loveci
Orleane (în bulgară Орляне) este un sat în comuna Ugărcin, regiunea Loveci,  Bulgaria. 

## Demografie
Componența etnică a satului Orleane
     Bulgari (77,35%)
     Nicio identificare (22,64%)
     Altele (0%)
La recensământul din 2011, populația satului Orleane era de 106 locuitori. Din punct de vedere etnic, majoritatea locuitorilor (77,35%) erau bulgari. Pentru 22,64% din locuitori nu este cunoscută apartenența etnică.